# Эффект растормаживания в Сети
Эффект расторма́живания в Сети (англ. online disinhibition effect) — ослабление психологических барьеров, ограничивающих выход скрытых чувств и потребностей, что заставляет людей вести себя в Интернете так, как они обычно не поступают в реальной жизни. Это ослабление зависит от множества факторов, среди которых: диссоциативная анонимность, невидимость, асинхронность, солипсическая интроекция, диссоциативное воображение, минимизация власти, а также личные качества пользователя. Эффект растормаживания был проанализирован американским психологом Джоном Сулером.

## Виды
Различают два вида растормаживания: положительное и токсическое. Благодаря эффекту положительного растормаживания (benign disinhibition) люди чувствуют себя свободнее, дают волю скрытым эмоциям в интернет-пространстве и даже проявляют неожиданную доброту и великодушие. Благоприятное растормаживание дает людям возможность заняться самоисследованием и самосовершенствованием, находя новые пути существования и способы решения проблем. Если же они тяготеют к тёмной стороне интернета, посещая соответствующие сайты (например, пропагандирующие насилие), на волю выходят грубость, агрессия, ненависть, и такое растормаживание уже следует называть токсическим (toxic disinhibition). Токсическое растормаживание, как правило, связано с желанием удовлетворить сомнительные потребности, не направленные на личностный рост человека.

## Факторы
Сетевое растормаживание возникает благодаря ряду факторов, которые могут влиять на пользователя как по отдельности, так и взаимодействуя между собой, создавая в итоге более мощный эффект. Сулер выделяет шесть основных факторов, объясняющих, почему люди порой ведут себя в Интернете так, как никогда бы не поступили в процессе общения в реальном мире:

### «Вы меня не знаете» или диссоциативная анонимность
Ощущение того, что в Сети вас «не могут знать», возникает из-за анонимности. Так как большинство людей в Интернете не имеют прямого доступа к личной информации других пользователей (e-mail, IP-адрес и т. д.), пользователь сам решает, какую информацию о себе предоставлять другим. По этой причине в Сети пользователь получает возможность дистанцироваться от своего реального образа и создать образ виртуальный, на который и будет возлагаться вся ответственность за совершенные в Интернете действия. Таким образом, за счет сокрытия собственной идентичности в Интернете пользователь чувствует себя не просто более свободным и защищенным, но и порой «совершенно другим человеком» и в реальной жизни уже не ощущает вины за, например, агрессивное поведение в Сети. В психологии этот защитный процесс называется диссоциацией.

### «Вы меня не видите» или невидимость
Интернет действует как щит, скрывая действия пользователя от глаз большинства людей, не имеющих доступ к программным инструментам слежения за активностью пользователей в Сети. Невидимость и анонимность тесно связаны между собой, так как первая существенно помогает скрыть свою идентичность в Интернете. «Невидимый» пользователь может, например, с легкостью солгать о своем возрасте, поле и многих других физических характеристиках. Однако даже если в процессе текстовой коммуникации пользователь не решает оставаться анонимным, эффект растормаживания все равно усиливается благодаря невидимости. Происходит это из-за того, что, будучи физически невидимым, пользователю не нужно беспокоиться о том, как он выглядит и как звучит в реальной жизни. Это может значительно повысить его уверенность в себе и, соответственно, ослабить его психологические барьеры.

### «Увидимся позже» или асинхронность
Многие способы общения в Сети асинхронны, то есть не опираются на обмен сообщениями в реальном времени (например, форумы, электронная почта и т. д.). Так как пользователи сами контролируют ход беседы, выбирая, когда и кому отвечать, отсутствие необходимости в незамедлительной реакции на собеседника вызывает эффект растормаживания. Задержка обратной связи на форумах и в e-mail переписке позволяет пользователям тщательно обдумать свои сообщения и высказаться гораздо более полно и ясно, что в условиях реальной беседы некоторым людям сделать довольно сложно. В противном случае асинхронная коммуникация — это удобный способ высказать своё личное мнение и сразу «убежать» от дискуссии и «забыть» все когда-либо сказанное. Канадский психотерапевт Кали Монро называет этот прием разжигания-избегания конфликтов в Интернете «эмоциональным ударом и бегством».

### «Это все лишь в моей голове» или солипсическая интроекция
Из-за отсутствия визуального и аудиального контакта в процессе общения в Интернете, пользователи нередко сами наделяют своих собеседников определёнными качествами, основываясь на личных фантазиях, оценках и предпочтениях. Фактически создавая образ «воображаемого собеседника», пользователь порой начинает думать, что и сама беседа происходит лишь в его голове. Общение с воображаемым собеседником создает ощущение безопасности и эмоциональной свободы, позволяя людям выражаться так, как они не осмелились бы в реальной жизни. Замена реальности воображаемым миром, как правило, происходит бессознательно и сопровождается мощным эффектом растормаживания. В психологии этот защитный механизм называется интроекцией.

### «Это все игра» или диссоциативное воображение
Вместе асинхронность Интернета и процесс интроекции образуют новый фактор, усиливающий растормаживание. Сулер приводит мнение Эмили Флинч (писателя и адвоката по криминальному праву, специалиста по кражам личных данных), согласно которой, некоторые пользователи оценивают общение в Сети как ролевую игру. Пользователи неосознанно считают, что от этой игры можно в любое время отключиться, в её мире можно принять любой облик, а её правила можно контролировать самому. В реальности эти пользователи, как правило, не намерены нести ответственность за то, что совершили в Интернете в рамках своей игровой идентичности.
Анонимность также усиливает диссоциативное воображение, однако если первая способствует ослаблению собственной идентичности (за счет стремления стать никем), то последнее наоборот обогащает идентичность пользователя (за счет каждой созданной обособленной «роли»).

### «Мы равны» или минимизация власти
В Сети социальный статус пользователя, даже если он известен, обычно не играет такой значительной роли, какую он имеет при общении в реальной жизни, что позволяет людям избавиться от ещё одного психологического барьера. Согласно Сулеру, в интернете статус пользователя главным образом зависит от навыков коммуникации, технических навыков, качества выражаемых идей и твердости убеждений. Из-за практически полного отсутствия социальной иерархии, люди склонны вести себя в Интернете гораздо более откровенно и вызывающе, чем в реальной жизни. Такая атмосфера равноправия позволяет пользователям, например, высказывать своё мнение перед каким-либо авторитетным лицом без страха быть осужденным или наказанным за это.

## Зависимость от личных качеств
Помимо вышеупомянутых факторов, Дж. Сулер также выделяет роль личных качеств человека, которые способны как усилить эффект растормаживания в Сети, так и существенно ослабить его.
Поведение человека в Сети в значительной степени зависит от интенсивности его основных потребностей, эмоциональных установок и инстинктов. Защитные механизмы также варьируются в зависимости от характера пользователя. Например, люди, склонные к демонстративному поведению, обычно являются очень открытыми и эмоциональными личностями. Компульсивное поведение наоборот наблюдается у эмоционально зажатых людей. Взаимодействие эффекта растормаживания с индивидуальными особенностями человека может в итоге привести к незначительным или даже серьёзным изменениям в его реальном поведении.
Сулер однако опровергает собственное заблуждение о том, что эффект растормаживания обязательно распространяется на всех людей. Некоторые пользователи просто отказываются отбросить свои психологические барьеры, так как относятся к интернет-пространству со слишком большим недоверием.